# Nicolas Vaporidis
Nicolas Vaporidis (Roma, 22 de diciembre de 1981) es un actor italiano, de origen griego.

## Biografía
Nació en Roma, de madre italiana y padre griego. Obtuvo un diploma clásico en Roma en el año 2000 y luego se matriculó en un programa de ciencias de la comunicación. Se trasladó a Londres, donde permaneció más de un año trabajando como camarero y asistiendo a clases de inglés. Después de Londres, Vaporidis regresó a Italia y asistió a la escuela de interpretación Teatro Azione, dirigida por Christian Del Bianco Cristiano Censi e Isabella Del Bianco.
En 2002, su primer papel en el cine fue en Il ronzio delle mosche, dirigida por Dario D'Ambrosi y coprotagonizada por Greta Scacchi. Al año siguiente, Enrico Oldoini le dio el papel principal en 13dici a tavola.
En 2006, Vaporidis protagonizó junto a Cristiana Capotondi la película Notte prima degli esami, dirigida por Fausto Brizzi.